# Wijken en buurten in Lansingerland
De Nederlandse gemeente Lansingerland is voor statistische doeleinden onderverdeeld in wijken en buurten. De gemeente is verdeeld in de volgende statistische wijken:
- Wijk 00 Bergschenhoek (CBS-wijkcode:162100)
- Wijk 01 Berkel Binnen (CBS-wijkcode:162101)
- Wijk 02 Berkel Buiten (CBS-wijkcode:162102)
- Wijk 03 Rodenrijs Binnen (CBS-wijkcode:162103)
- Wijk 04 Rodenrijs Buiten (CBS-wijkcode:162104)
- Wijk 05 Bleiswijk (CBS-wijkcode:162105)

Een statistische wijk kan bestaan uit meerdere buurten. Onderstaande tabel geeft de buurtindeling met kentallen volgens het Centraal Bureau voor de Statistiek (2008):
| CBS-buurtcode | Buurtnaam                     | Inwonertal | Opp. totaal (ha) | Opp. land (ha) | Ligging                |
| ------------- | ----------------------------- | ---------- | ---------------- | -------------- | ---------------------- |
| BU16210001    | Bergschenhoek woongebied      | 5090       | 90               | 88             | Locatie in de gemeente |
| BU16210002    | Recreatiegebied               | 500        | 526              | 465            | Locatie in de gemeente |
| BU16210003    | Bergschenhoek buitengebied    | 10780      | 937              | 923            | Locatie in de gemeente |
| BU16210102    | Dorp Berkel Zuid              | 670        | 11               | 11             | Locatie in de gemeente |
| BU16210104    | Berkel Centrum                | 950        | 23               | 23             | Locatie in de gemeente |
| BU16210106    | Dorp Berkel Noord             | 2070       | 29               | 29             | Locatie in de gemeente |
| BU16210108    | Bomen en Struikenwijk         | 740        | 14               | 14             | Locatie in de gemeente |
| BU16210110    | Componistenwijk               | 680        | 13               | 12             | Locatie in de gemeente |
| BU16210112    | Edelsteenwijk                 | 1440       | 25               | 24             | Locatie in de gemeente |
| BU16210114    | Sterrenwijk                   | 1390       | 24               | 24             | Locatie in de gemeente |
| BU16210116    | Lint Berkel Binnen            | 570        | 32               | 32             | Locatie in de gemeente |
| BU16210118    | Sportpark Het Hoge Land       | 0          | 52               | 52             | Locatie in de gemeente |
| BU16210120    | Rivierenwijk (Meerpolder)     | 1320       | 44               | 42             | Locatie in de gemeente |
| BU16210122    | Parkwijk (Meerpolder)         | 230        | 13               | 13             | Locatie in de gemeente |
| BU16210124    | Havenwijk (Meerpolder)        | 1630       | 32               | 32             | Locatie in de gemeente |
| BU16210230    | Noordpolder                   | 230        | 364              | 364            | Locatie in de gemeente |
| BU16210232    | Lint Berkel Buiten            | 820        | 76               | 74             | Locatie in de gemeente |
| BU16210234    | Voorafsche Polder             | 380        | 427              | 423            | Locatie in de gemeente |
| BU16210301    | De Berkelse Poort             | 0          | 10               | 10             | Locatie in de gemeente |
| BU16210303    | Plaszoom                      | 600        | 21               | 21             | Locatie in de gemeente |
| BU16210305    | Lint Rodenrijs Binnen         | 630        | 26               | 24             | Locatie in de gemeente |
| BU16210307    | Weidebloemwijk                | 1320       | 19               | 18             | Locatie in de gemeente |
| BU16210309    | Vogelwijk                     | 1540       | 16               | 15             | Locatie in de gemeente |
| BU16210311    | Parc Rodenrijs                | 1150       | 13               | 13             | Locatie in de gemeente |
| BU16210313    | Spoorhaven                    | 20         | 8                | 8              | Locatie in de gemeente |
| BU16210315    | Bedrijventerrein Rodenrijs    | 30         | 26               | 26             | Locatie in de gemeente |
| BU16210317    | Bolwerk                       | 660        | 34               | 34             | Locatie in de gemeente |
| BU16210319    | Bloemenwijk                   | 880        | 19               | 19             | Locatie in de gemeente |
| BU16210321    | Westpolder                    | 1680       | 119              | 115            | Locatie in de gemeente |
| BU16210329    | Oudeland                      | 20         | 117              | 115            | Locatie in de gemeente |
| BU16210435    | Bergboezem                    | 70         | 144              | 139            | Locatie in de gemeente |
| BU16210437    | Lint Rodenrijs Buiten         | 870        | 37               | 35             | Locatie in de gemeente |
| BU16210439    | Zuidpolder                    | 10         | 102              | 102            | Locatie in de gemeente |
| BU16210501    | Buitengebied Bleiswijk        | 1350       | 1079             | 1006           | Locatie in de gemeente |
| BU16210502    | Bloemenveiling (FloraHolland) | 20         | 120              | 120            | Locatie in de gemeente |
| BU16210503    | Overbuurtse Polder            | 720        | 843              | 832            | Locatie in de gemeente |
| BU16210504    | Hoefslag I                    | 30         | 13               | 13             | Locatie in de gemeente |
| BU16210505    | Hoefslag II                   | 30         | 5                | 5              | Locatie in de gemeente |
| BU16210506    | Komplan                       | 2080       | 46               | 46             | Locatie in de gemeente |
| BU16210507    | Oosthoekeind                  | 3100       | 46               | 46             | Locatie in de gemeente |
| BU16210508    | Emmastraatgebied              | 200        | 4                | 4              | Locatie in de gemeente |
| BU16210509    | Hoekeindse Zoom               | 1950       | 25               | 25             | Locatie in de gemeente |
| BU16210510    | Korenmolenhoek                | 940        | 16               | 16             | Locatie in de gemeente |